# Irlanda en la Copa Mundial de Rugby de 2023
El Trébol fue una de las 20 naciones participantes de la Copa Mundial de Rugby de 2023, que se realizó en Francia por segunda vez.
Irlanda llegó a su décima participación siendo campeona invicta del Torneo de las Seis Naciones 2023 y liderando por vez primera el World Rugby Ranking, fue catalogada entonces como una favorita para ganar el mundial. Es la mejor participación de su historia pero, como siempre le sucedió, no pudo superar los cuartos de final.

## Preparación
El Trébol jugó tres pruebas de preparación en agosto y las ganó todas. De esta manera fue la única selección que llegó invicta al Mundial, con victorias en los ocho partidos del año 2023 y trece consecutivos.
Inició en Dublín frente a Italia y luego le dio una paliza a la Rosa en su despedida local. Ya instalada en Francia, tuvo un juego más duro ante Samoa, ganando ajustadamente 17–13 y perdiendo al veterano Cian Healy que se lesionó.

## Plantel

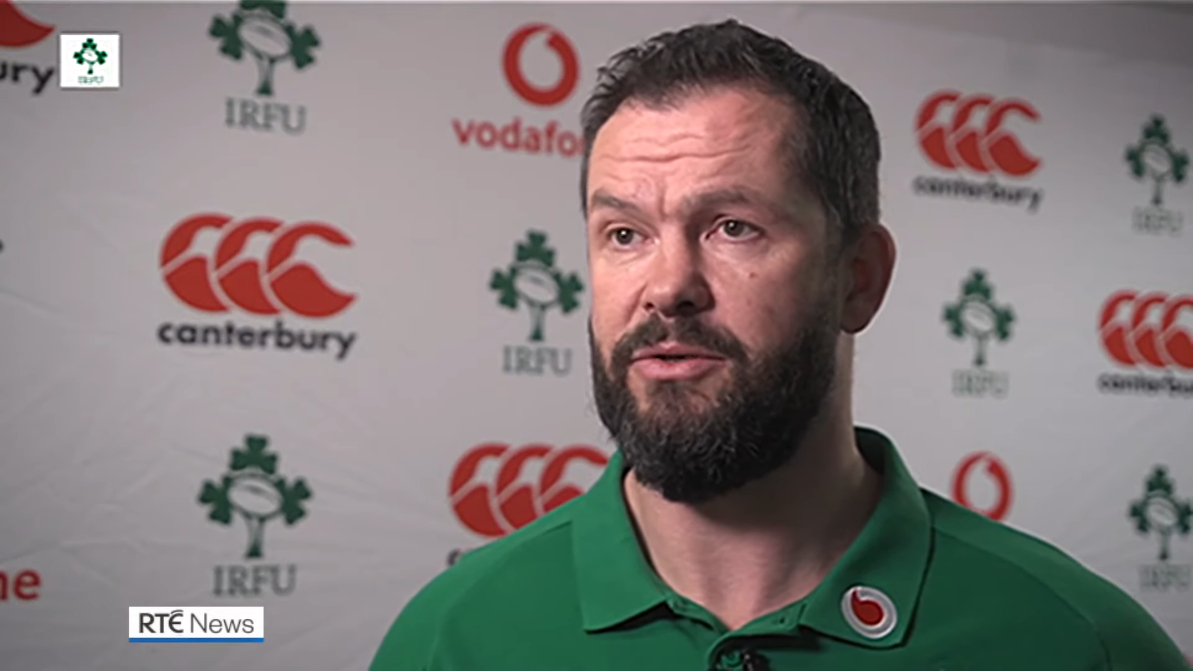
El entrenador en jefe fue el inglés Andy Farrell.

El inglés Farrell (48 años) anunció la lista el 27 de agosto. Respecto al plantel de Japón 2019, increíblemente dejó afuera a 15 rugbistas todavía en edad de jugar.

Alineaciones de la última prueba.

Las pruebas corresponden hasta antes del inicio del mundial y las edades a la fecha de la Final. En negrita los rugbistas titulares.
|                          | Jugador             | Edad    | Posición      | Pruebas | Equipo         |
| ------------------------ | ------------------- | ------- | ------------- | ------- | -------------- |
| Hookers y Pilares        |                     |         |               |         |                |
|                          | Finlay Bealham      | 32 años | Pilar         | 32      | Connacht Rugby |
| 3                        | Tadhg Furlong       | 30 años | Pilar         | 67      | Leinster Rugby |
|                          | Rob Herring         | 33 años | Hooker        | 37      | Ulster Rugby   |
|                          | Rónan Kelleher      | 25 años | Hooker        | 21      | Leinster Rugby |
|                          | David Kilcoyne      | 34 años | Pilar         | 52      | Munster Rugby  |
|                          | Jeremy Loughman     | 28 años | Pilar         | 3       | Munster Rugby  |
|                          | Tom O'Toole         | 25 años | Pilar         | 11      | Ulster Rugby   |
| 1                        | Andrew Porter       | 27 años | Pilar         | 54      | Leinster Rugby |
| 2                        | Dan Sheehan         | 25 años | Hooker        | 18      | Leinster Rugby |
| Segundas líneas          |                     |         |               |         |                |
| 4                        | Tadhg Beirne        | 31 años | Segunda línea | 41      | Munster Rugby  |
| 5                        | Iain Henderson      | 31 años | Segunda línea | 74      | Ulster Rugby   |
|                          | Joe McCarthy        | 22 años | Segunda línea | 3       | Leinster Rugby |
|                          | James Ryan          | 27 años | Segunda línea | 55      | Leinster Rugby |
| Alas y Octavos           |                     |         |               |         |                |
|                          | Ryan Baird          | 24 años | Ala           | 13      | Leinster Rugby |
|                          | Jack Conan          | 31 años | Octavo        | 39      | Leinster Rugby |
| 8                        | Caelan Doris        | 25 años | Octavo        | 31      | Leinster Rugby |
| 6                        | Peter O'Mahony      | 34 años | Ala           | 96      | Munster Rugby  |
| 7                        | Josh van der Flier  | 30 años | Ala           | 52      | Leinster Rugby |
| Medios scrum             |                     |         |               |         |                |
|                          | Craig Casey         | 24 años | Medio scrum   | 12      | Munster Rugby  |
| 9                        | Jamison Gibson-Park | 31 años | Medio scrum   | 26      | Leinster Rugby |
|                          | Conor Murray        | 34 años | Medio scrum   | 107     | Munster Rugby  |
| Aperturas y Centros      |                     |         |               |         |                |
| 12                       | Bundee Aki          | 33 años | Centro        | 47      | Connacht Rugby |
|                          | Ross Byrne          | 28 años | Apertura      | 20      | Leinster Rugby |
|                          | Robbie Henshaw      | 30 años | Centro        | 65      | Leinster Rugby |
|                          | Stuart McCloskey    | 31 años | Centro        | 14      | Ulster Rugby   |
| 13                       | Garry Ringrose      | 28 años | Centro        | 52      | Leinster Rugby |
| 10                       | Jonathan Sexton     | 38 años | Apertura      | 113     | Leinster Rugby |
| Fullbacks y Wings        |                     |         |               |         |                |
|                          | Jack Crowley        | 23 años | Wing          | 6       | Munster Rugby  |
|                          | Keith Earls         | 36 años | Wing          | 100     | Munster Rugby  |
| 14                       | Mack Hansen         | 25 años | Wing          | 16      | Connacht Rugby |
| 15                       | Hugo Keenan         | 27 años | Fullback      | 31      | Leinster Rugby |
| 11                       | James Lowe          | 31 años | Wing          | 21      | Leinster Rugby |
|                          | Jimmy O'Brien       | 26 años | Fullback      | 7       | Leinster Rugby |
| Entrenador: Andy Farrell |                     |         |               |         |                |

## Participación
Irlanda tuvo su campamento base en Tours e integró el grupo B junto al Cardo, la factible Rumania, los reinantes campeones Springboks y la físicamente dura Tonga. Clasificó a la Fase final como ganadora de la zona, tras vencer a todas.
La prueba clave que definió al ganador del grupo, fue ante la Sudáfrica del técnico Jacques Nienaber y los rugbistas: Steven Kitshoff, Eben Etzebeth, el capitán Siya Kolisi, la estrella Faf de Klerk, Damian de Allende y el talentoso Cheslin Kolbe. Unos fuertes Springboks dominaron todas las formaciones fijas, pero los irlandeses lograron contraatacar con su juego de manos y ganaron 8–13 en un partido emocionante.
El último partido fue ante Escocia, perder sería la eliminación, del entrenador Gregor Townsend y los alineados: Zander Fagerson, el veterano Richie Gray, el capitán Jamie Ritchie, Ali Price, la estrella Finn Russell y Blair Kinghorn. Irlanda fue bien sólida en todas sus líneas, marcó seis tries para imponerse 36–14 y eliminó al Cardo.

### Fase final

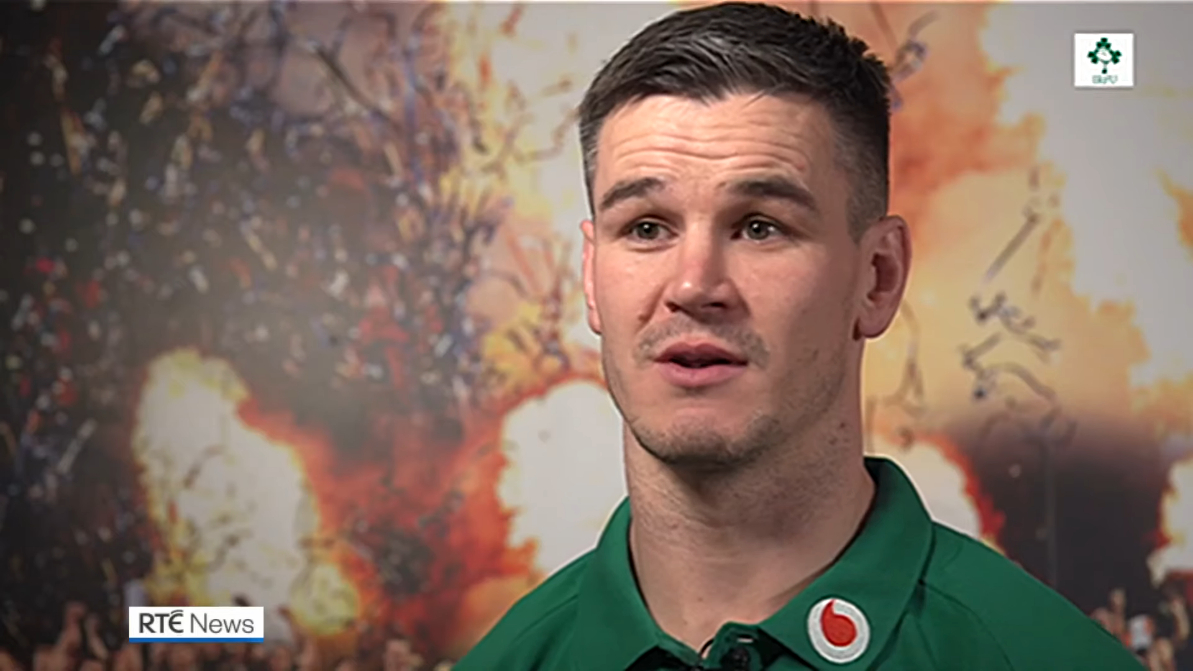
El capitán fue Jonathan Sexton.

Los cuartos de final los cruzaron ante los All Blacks, segundos del Grupo A tras caer frente a Les Bleus, del técnico Ian Foster y los jugadores: Codie Taylor, Brodie Retallick, el capitán Sam Cane, Aaron Smith, Rieko Ioane y la estrella Beauden Barrett. En uno de los mejores partidos de la historia de la Copa Mundial, los neozelandeses ganaron dramáticamente 28–24.

## Legado
Fue el último mundial de Aki, Earls, Herring, Kilcoyne, Murray, O'Mahony y Sexton.
Al terminar el partido y cada vez que el Trébol ganó, sonó la canción Zombie de la banda irlandesa The Cranberries y generó controversia por el Conflicto norirlandés.
Durante el campeonato, el capitán Sexton superó a Ronan O'Gara y se convirtió en el irlandés con más puntos anotados en la historia del rugby. Con la eliminación, Sexton cumplió su palabra y automáticamente se retiró a los 38 años.
| Predecesor: Japón 2019 | Irlanda en la Copa Mundial de Rugby Francia 2023 | Sucesor: Australia 2027 |